# Bataille de Słobodyszcze
Guerre russo-polonaise (1654–1667)
Batailles
- Smolensk
- Chklow
- Szepielewicze
- Ochmatów
- Vilnius
- Horodok
- Ozerna
- Verkiai
- Miadzel
- Konotop
- Liakhavitchy
- Połonka
- Lioubar
- Słobodyszcze
- Bassia
- Tchoudniv
- Kuszliki
- Hloukhiv
- Stawiszcze

La bataille de Słobodyszcze se déroula du 23 mars au 29 juin 1660, pendant la guerre russo-polonaise qui opposa la république des Deux Nations au tsarat de Russie de 1654 à 1667.

## Sources
- Notices d'autorité :   - LCCN
  - Pologne
  - Israël

- (en) Cet article est partiellement ou en totalité issu de l’article de Wikipédia en anglais intitulé « Battle of Slobodyshche » (voir la liste des auteurs).